# Fort (przedsiębiorstwo)
Przedsiębiorstwo Projektowo-Wdrożeniowe FORT Sp. z o.o. (PPW FORT) – polska pracownia architektoniczna działająca w latach 1989–2017 z siedzibą w Gdańsku. Laureat nagrody specjalnej pierwszej edycji konkursu Najlepsza Gdańska Realizacja Architektoniczna w 2015.

## Historia
Pracownia została założona w 1989 przez Piotra Mazura, Wojciecha Targowskiego i Antoniego Taraszkiewicza w Gdańsku. 
W 2017 nastąpiła likwidacja pracowni poprzez podział na dwie osobne spółki: FORT TARGOWSKI Sp. z o.o. będąca kontynuatorką PPW FORT, oraz FORT TARASZKIEWICZ ARCHITEKCI.

## Wybrane realizacje
| Rok ukończenia | Obiekt                                                     | Obiekt   | Lokalizacja       |        |
| -------------- | ---------------------------------------------------------- | -------- | ----------------- | ------ |
| 1998           | zespół usługowo-handlowy City Forum                        |          | Gdańsk            | [ 1 ]  |
| 2000           | Polskie Cmentarze Wojenne                                  |          | Charków, Miednoje | [ 4 ]  |
| 2003           | Centrum Handlowe Manhattan                                 |          | Gdańsk            | [ 5 ]  |
| 2003           | zespół usługowo-handlowy z kinem Krewetka                  |          | Gdańsk            | [ 1 ]  |
| 2008           | Kościół pw. św. Józefa Robotnika                           |          | Elbląg            | [ 6 ]  |
| 2008           | biurowiec Ka5                                              |          | Gdańsk            | [ 7 ]  |
| 2011           | centrum wystawienniczo-targowe AmberExpo                   |          | Gdańsk            | [ 8 ]  |
| 2012           | zespół mieszkaniowo-usługowy Kwartał Kamienic              |          | Gdańsk            | [ 9 ]  |
| 2014           | Europejskie Centrum Solidarności                           |          | Gdańsk            | [ 10 ] |
| 2015           | zespół biurowo-usługowy Gdynia Waterfront                  | po lewej | Gdynia            | [ 11 ] |
| 2016           | Centrum Nanotechnologii Politechniki Gdańskiej (budynek B) |          | Gdańsk            | [ 12 ] |

## Nagrody i wyróżnienia
- Nagroda specjalna w konkursie Najlepsza Gdańska Realizacja Architektoniczna za siedzibę Europejskiego Centrum Solidarności (2015)[13]
- Nagroda Specjalna Stowarzyszenia Producentów Betonu Towarowego w konkursie Polski Cement w Architekturze za siedzibę Europejskiego Centrum Solidarności (2015)[14]